# HMS Galatea (71)
La HMS Galatea (Pennant number 71) è stata un incrociatore leggero della Classe Arethusa della Royal Navy. Venne impostato nei cantieri Scotts Shipbuilding & Engineering Co. di Greenock, in Scozia il 2 giugno 1933, varato il 9 agosto 1934 ed entrò in servizio il 14 agosto 1935.

## Servizio
Appena entrata in servizio la Galatea venne inquadrata nella Mediterranean Fleet come nave ammiraglia della Flottiglia Cacciatorpediniere. Dopo l'inizio della guerra venne richiamata in patria e tra il febbraio ed il marzo 1940 prese parte alle operazioni volte ad intercettare i mercantili tedeschi che tentavano di rompere il blocco di Vigo. Nell'aprile successivo partecipò alla Campagna Norvegese svolgendo dal 4 aprile una missione di pattuglia nel Mare del Nord insieme ai cacciatorpediniere polacchi Burza, Grom e Błyskawica e alla nave sorella Arethusa. Successivamente venne loro ordinato di intercettare il gruppo d'invasione tedesco diretto in Norvegia, ma senza successo.
Nel mese maggio venne trasferita al Comando del Nore come Nave Ammiraglia del Secondo Squadrone Incrociatori.
Il 1º settembre 1940 colpì una mina, rimanendo quindi in cantiere per riparazioni tra l'ottobre ed il gennaio del 1941.
Rimase quindi con la Home Fleet fino al maggio successivo e partecipò alla Caccia alla Bismarck. Nel luglio 1941 tornò presso la Mediterranean Fleet passando per il Mar Rosso ed entrò a far parte della Forza "K", operando contro i convogli di rifornimento dell'Asse diretti in Nord Africa
Il 14 dicembre seguente, poco prima di mezzanotte, venne colpita da un siluro lanciato dal sottomarino tedesco U-557 al largo di Alessandria d'Egitto ed affondò in circa 3 minuti. Morirono il Comandante, 22 Ufficiali e 447 marinai. I sopravvissuti, circa 100, vennero recuperati dai cacciatorpediniere Griffin e Hotspur.
Il sottomarino tedesco responsabile dell'affondamento affondò meno di 48 ore dopo, colpito accidentalmente dalla torpediniera italiana Orione.